# Selvmord (album)
 For alternative betydninger, se Selvmord (flertydig). (Se også artikler, som begynder med Selvmord)
Selvmord er det første studiealbum af hiphop gruppen Selvmord, bestående af Liam O'Connor (L.O.C.), Jonas Vestergaard (producer og komponist) og Suspekt, som består af medlemmerne Rune Rask, Emil Simonsen og Andreas Duelund. Albummet blev udgivet den 16. november 2009 af Copenhagen Records og solgte guld.

## Trackliste
1. . "Selvmord"
2. . "Råbe under Vand"
3. . "De ting vi ikk har Gjort"
4. . "Ensom Mig"
5. . "Lige Begyndt"
6. . "Smiler Alligevel"
7. . "Hver gang du Går"
8. . "Ok"
9. . "Uden Dig"
10. . "Lad som Om"